# 甘々棒
甘々棒（かんかんぼう）は、大豆を原料としたきな粉から作られた飴菓子で、飛騨地方の伝統的な駄菓子。
高山祭の屋台で使う梶とりの檜丸太を模したものと言われている。

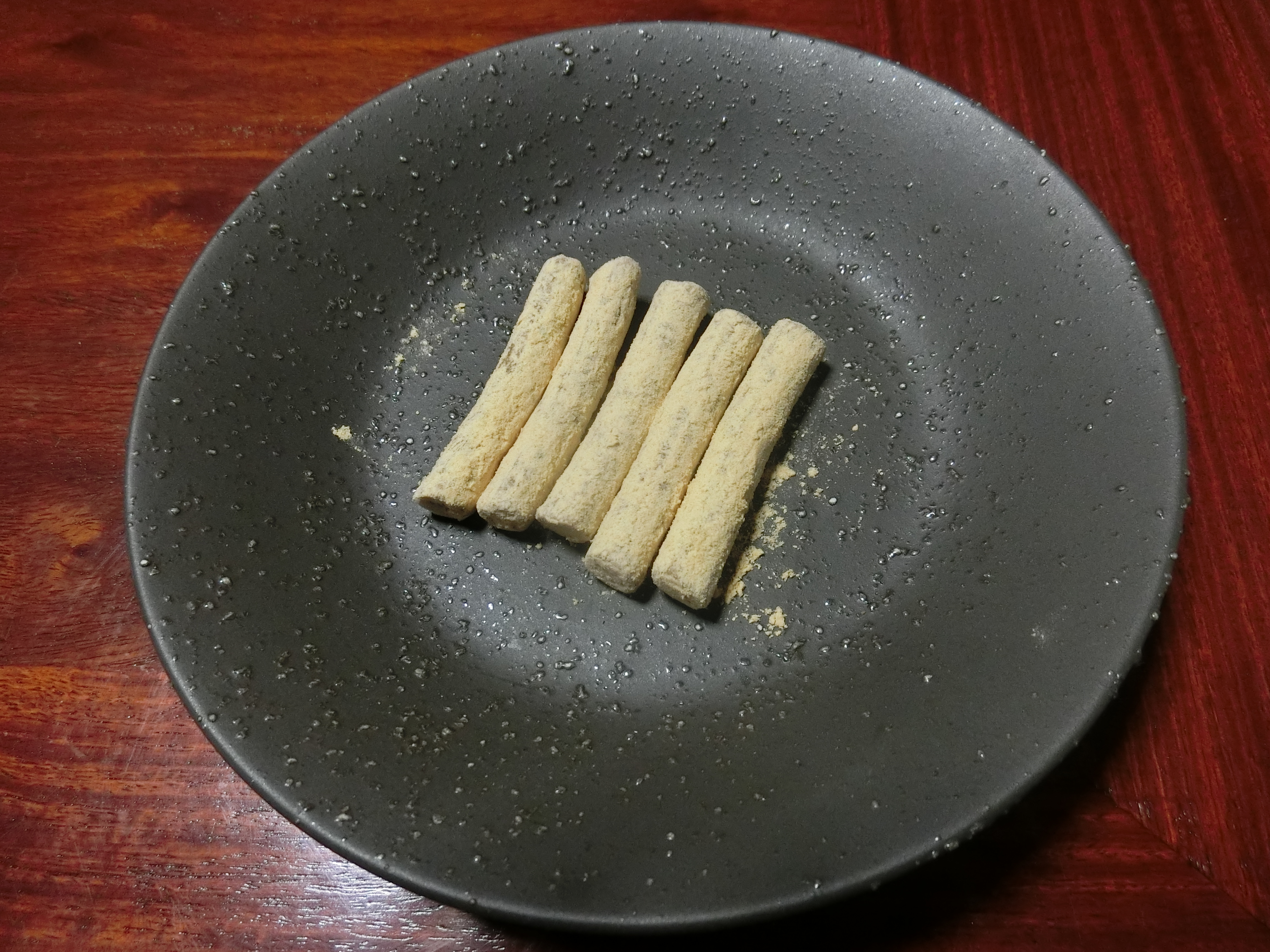

飛騨では、土産物店だけでなく、スーパーやコンビニでも売られているポピュラーな菓子である。
飛騨の駄菓子では、穀煎やげんこつ飴とともに古来から作られてきたものである。
また、げんこつ飴とともに、菓子作り体験として行われている施設もあり、修学旅行などの体験学習としても人気がある。